# Millennium Media Group
Millennium Media Group AB (MMG) är ett internationellt medieföretag med huvudkontor på Östhammarsgatan 68 i Stockholm och fokus på den nordiska och baltiska marknaden. Företaget ägs sedan augusti 2010 av Turner Broadcasting System som ingår i en av världens största mediekoncerner Time Warner. I samband med de nya ägarnas intåg ämnar företaget att lansera en nordisk version av underhållningskanalen TNT på marknaden.
Företaget är uppdelat på fyra avdelningar:
- NonStop Television (NST) som sänder och utvecklar de egna tv-kanalerna Star!, Showtime, Silver och TV7 i Norden. Företaget representerar även Turners kanaler CNN International, Cartoon Network, TCM, Boomerang samt TNT som ska lanseras på den nordiska marknaden.
- NonStop Entertainment (NSE) som distribuerar bland annat filmer till hemmamarknaden.
- NonStop Sales (NSS) som distribuerar till övriga världen.
- PrimeText International som levererar översättningar och undertexter.